# Айвазовська Раїса Олексіївна
Раїса Олексіївна Айвазовська — член обласного осередку національної спілки краєзнавців України, майстриня-вишивальниця.

## Життєпис
Народилася 3 травня 1944 року в с. Мошорино Знам'янського району Кіровоградської області. У 1982 році закінчила Одеський технікум зв'язку.
Вишивкою Раїса Олексіївна захопилась, коли їй було 50 років. Перші свої вироби — вишиті хрестиком диванні подушки, картини, Раїса Олексіївна виготовила щоб прикрасити своє житло, подарувати дітям. Згодом вона зацікавилась вишивкою хрестиком рушників та ікон.
Свою першу колекцію вишитих виробів вишивальниця представила на виставці робіт народних умільців м. Знам'янки, присвяченій Дню міста в 2000 році.
Після цього вона  демонструвала свої вироби на обласних виставках декоративно — ужиткового мистецтва в обласному краєзнавчому та художньому музеях.
Вироби Айвазовської Раїси Олексіївни постійно представляються на міських виставках майстрів декоративно — ужиткового мистецтва. Вона брала участь в засіданнях клубу «Світлиця» смт. Мала Виска, святкових заходах з нагоди свята Трійці, в смт. Компаніївка та святі «Козацька слава» в с. Торговиця Новоархангельського району. Вироби Раїси Айвазовської неодноразово виставлялися під час проведення обласної ярмарки «Регіони Кіровоградщини представляють» та обласного свята духовного співу «Молюсь за тебе, Україно!».
Вироби майстрині відомі, як в області, так і за її межами. Роботи Раїси Олексіївни експонувались в м. Новгород — Волинський (свято «Лесині джерела»), в м. Канів (урочисті заходи до 189 — ї річниці з дня народження Т. Шевченка), м. Донецьк (2003 та 2004 років Всеукраїнський фестиваль «Козацькому роду — нема переводу»), в м. Києві під час проведення творчого звіту мистецьких колективів Кіровоградської області «Легенди скіфських степів» (2002 рік) і концерту переможців фестивалю вокально — хорового мистецтва «Калиновий спів» (2004 рік).
В 2003 році роботи майстрині виставлялись в Німеччині під час проведення Міжнародної виставки продукції машинобудівної та переробної промисловості.
В лютому 2005 року Раїса Айвазовська взяла участь у X Всеукраїнському фестивалі «Кролевецькі рушники», отримавши гарні відгуки від місцевих майстрів та українських науковців Державного університету етнографії та народознавства. За участь у фестивалі майстриня нагороджена Дипломом лауреата.
Травень 2005 року ознаменувався для Раїси Айвазовської участю в урочистих заходах в місті Знам'янка в рамках проведення Міжнародного шевченківського свята «В сім'ї вольній, новій». Її роботи експонувались в міському краєзнавчому музеї, який відвідала 23 травня високоповажна делегація українських артистів, літераторів та представників української діаспори. Під час передачі символічної шевченківської естафети в м. Кіровограді від Кіровоградської області до Одещини представниками Одеської області було вручено панно, вишите саме Раїсою Айвазовська.
У 2005 році  вишивальниця була нагороджена  Грамотою Міністерства культури і туризму.
Досконало оволодівши технікою вишивки хрестом, майстриня не зупиняється на досягнутому. Вона продовжує вивчати історію та традиції української вишивки, знайомиться з унікальними зразками старовинних вишитих рушників.
Своє вміння і любов до вишивки Раїса Олексіївна передає своїй онуці Людмилі, вже стала дипломантом Міжнародного конкурсу дитячої творчості в м. Коблеве (2003 рік — третє місце в номінації «Вишивка», 2006 рік — друге місце).
Айвазовська Р. О. взяла участь у вишиванні рушника Національної єдності у 2007 році.
18-21 серпня 2009 року взяла участь у виставці творів декоративно-ужиткового мистецтва «Барвиста Україна». У жовтні 2009 року Айвазовська Р. В. брала участь у творчому звіті Кіровоградської області, що проходив у Національному Палаці «Україна», в рамках Фестивалю майстрів мистецтв України.
У 2010 році брала участь у організації і проведенні виставки народних майстрів знам'янщини під час проведення всеукраїнського фестивалю хорового мистецтва «Калиновий спів» в м. Кіровограді.
У 2011 році вишитий Раїсою Олексіївною рушник від Кіровоградщини взяв участь у всеукраїнському  проекті «Від сходу до заходу».
У 2011 році Раїса Олексіївна з метою розвитку зеленого туризму в м. Знам'янка зареєструвала зелену садибу «Вишивана хата». У власному будинку оформила індивідуальну кімнату в етностилі, де розмістила власну колекцію (більше 130 одиниць) старовинних рушників Кіровоградщини.
З 2012 року член національної спілки сприяння розвитку зеленого туризму України. Брала участь у Всеукраїнській конференції «Формування політики та функціонування сільського туризму в Україні» 7-8 грудня 2012 року у м. Києві.
В 2012 році вступила до обласного осередку національної спілки краєзнавців України.
Постійно бере участь у обласних і міжрегіональних туристично-мистецьких виставках.

## Нагороди
- Почесна грамота міністерства культури і мистецтв України за вагомий особистий внесок у створення духовних цінностей та високу професійну майстерність   (м. Київ 2005 р.)
- Грамота Кіровоградської обласної державної адміністрації за сумлінну працю, вагомий особистий внесок у соціально-економічний розвиток області, активну громадську діяльність та з нагоди 10-ї річниці Конституції України (2006 р.)
- Подяка Кіровоградської обласної державної адміністрації за активну участь у мистецькому житті області та високу професійну майстерність (2004 р.)
- Лист подяки Кіровоградської обласної державної адміністрації за значний особистий внесок в підготовку та проведення творчого звіту майстрів мистецтв та художніх колективів «Мистецтво золотого поля» (м. Київ 2004 р.)
- Грамота управління культури Кіровоградської ОДА за високий рівень майстерності, представлення художніх робіт на міжнародній виставці «Зелений тиждень», що проходила в січні 2003 року в Німеччині. (2003 р.)
- Грамота управління культури Кіровоградської ОДА та Кіровоградського єпархіального управління української православної церкви за участь у виставці декоративно-ужиткового мистецтва на обласному святі духовного співу «Молюсь за тебе, Україно» (2003 р.)
- Почесна грамота Знам'янської міської ради та її виконавчого комітету за колекцію ікон та рушників, з нагоди Дня міста та Дня залізничника та за вагомий внесок у розвиток економіки, примноження досягнень рідного міста. (2002 р.)
- Почесна грамота відділу культури і туризму Знам'янського міськвиконкому за активну діяльність по популяризації декоративно-ужиткового мистецтва м. Знам'янка на Всеукраїнських фестивалях «Кролевецькі рушники» і «Лесині джерела», на обласному та міських рівнях та з нагоди Дня працівників культури та аматорів народного мистецтва. (2006 р.)
- Почесна грамота відділу культури і туризму Знам'янського міськвиконкому за розвиток музейної справи і активну  участь у громадському житті міста та з нагоди Дня працівників культури і аматорів народного мистецтва. (2007 р.)
- Грамота відділу культури Знам'янського міськвиконкому з нагоди Всеукраїнського дня працівників культури та аматорів народного мистецтва та за активну участь у загальноміських виставках народних умільців. (2002 р.)
- Грамота відділу культури і туризму Знам'янського міськвиконкому за вагомий внесок у роботу Знам'янської міської асоціації самодіяльних художників і народних умільців та з нагоди святкування 140-річчя міста Знам'янка (2009 р.)
- Грамота відділу культури і туризму Знам'янського міськвиконкому голові Знам'янської міської асоціації самодіяльних художників і народних умільців за вагомий внесок у популяризацію декоративно-ужиткового мистецтва та з нагоди Всеукраїнського Дня працівників культури і аматорів народного мистецтва (2011 р.)
- Подяка відділу культури Знам'янського міськвиконкому учаснику міського свята «Душа ти моя, Масляна!» за популяризацію декоративно-ужиткового мистецтва (2010 р.)
- Подяка відділу культури Знам'янського міськвиконкому учаснику міського свята «Душа ти моя, Масляна!» за популяризацію декоративно-ужиткового мистецтва (2011 р.)
- Почесна грамота відділу культури і туризму Знам'янського міськвиконкому за активну участь у міських культурницьких заходах, розвиток музейної справи, «зеленого туризму» та з нагоди Дня працівників культури, майстрів народного мистецтва та Міжнародного дня музеїв (2012 р.)
- Диплом державного управління справами президента України, національного комплексу «Експоцентр України» учаснику загальнодержавної виставкової акції «Барвиста Україна» (м. Київ 2010 р.)
- Диплом Кіровоградської обласної державної адміністрації учасника загальнодержавної виставкової акції «Барвиста Україна — 2009» в національному комплексі «Експоцентр України» (2009 р.)
- Диплом Кіровоградської обласної державної адміністрації учасника загальнодержавної виставкової акції «Барвиста Україна — 2010» в національному комплексі «Експоцентр України» (2010 р.)
- Диплом управління культури і туризму Кіровоградської ОДА учасниці першої виставки, присвяченої презентації обласного творчого об'єднання майстрів декоративно-ужиткового мистецтва та самодіяльних художників «Дивосвіт» (2007 р.)
- Диплом управління культури і туризму Кіровоградської ОДА за участь в обласній виставці-ярмарку «Регіони Кіровоградщини пропонують» (2002 р.)
- Диплом управління культури і туризму Кіровоградської ОДА за участь у виставці декоративно-ужиткового та образотворчого мистецтва на обласному святі фольклору «Невичерпні джерела» (2011 р.)
- Диплом управління культури Кіровоградської ОДА учасниці обласної виставки образотворчого та декоративно-ужиткового мистецтва, присвяченої 12-й річниці Незалежності України" (2003 р.)
- Диплом управління культури Кіровоградської ОДА учасниці виставки образотворчого та декоративно-ужиткового мистецтва «Калиновий розмай» в рамках  проведення ХІХ Всеукраїнського фестивалю-конкурсу вокально-хорового мистецтва «Калиновий спів» (2010 р.)
- Диплом управління культури Кіровоградської ОДА та Кіровоградського єпархіального управління української православної церкви за участь у виставці декоративно-ужиткового мистецтва на обласному святі духовного співу «Молюсь за тебе, Україно» (2003 р.)
- Диплом управління культури Кіровоградської ОДА учасника І-го Центрально- Українського музейно-туристичного фестивалю (2012 р.)
- Диплом управління у справах сім'ї та молоді Кіровоградської ОДА лауреату обласного фестивалю сімейної творчості «Родинні скарби Кіровоградщини» присвяченого року сім'ї в Україні" (2004 р.)
- Диплом управління у справах сім'ї та молоді Кіровоградської ОДА лауреату V обласного фестивалю сімейної творчості «Родинні скарби Кіровоградщини» (2009 р.)
- Подяка Світловодської районної державної адміністрації та районної ради за цікаву змістовну виставку, вагомий внесок у популяризацію оберегів рідного краю (2005)
- Подяка управління культури і туризму Олександрійської міської ради за активну участь у популяризації декоративно-ужиткового мистецтва та з нагоди Дня міста Олександрії. (2010 р.)
- Диплом Олександрійської міської ради учаснику виставки-ярмарку ремесел «Олександрійський сувенір», за вагомий внесок у популяризацію декоративно-ужиткового мистецтва та з нагоди 265-річниці міста Олександрії (2011 р.)
- Грамота начальника відділу з питань молоді та спорту Маловиськівської райдержадміністрації за активну участь у виставці декоративно-прикладного мистецтва «Маловисківська світлиця» (2002 р.)
- Диплом управління культури Донецької ОДА за участь у Всеукраїнському фестивалі козацької творчості «Козацькому роду нема переводу» (2003)
- Диплом управління культури Донецької ОДА за участь у виставці-ярмарку декоративно-ужиткового мистецтва «Барви України» в межах відкритого фестивалю козацької творчості «Козацькому роду нема переводу» (2006)
- Диплом управління культури Сумської ОДА лауреату Х Всеукраїнського літературно-мистецького фестивалю «Кролевецькі рушники» (2005 р.)
- Диплом лауреата управління культури Сумської ОДА ХІІ Всеукраїнського літературно-мистецького фестивалю «Кролевецькі рушники», за активну участь у виставці (2006 р.)
- Диплом відділу культури і туризму Голопристанської райдержадміністрації учаснику V ювілейного Всеукраїнського благодійного фестивалю народної творчості «Купальські зорі» (2007 р.)
- Диплом відділу культури і туризму Голопристанської райдержадміністрації Херсонської обл. учаснику VII Всеукраїнського благодійного фестивалю народної творчості «Купальські зорі» в рік 300-річчя заснування м. Голої Пристані (2009 р.)
- Подяка обласного краєзнавчого музею за участь у проведенні XXXVI Всеукраїнського свята театрального мистецтва «Вересневі самоцвіти», створення високохудожніх вишитих робіт (2006 р.)
- Подяка обласного краєзнавчого музею за участь в оформленні експозиції музею історії українського хореографічного мистецтва, співпрацю у справі естетичного виховання та збереження культурної спадщини українського народу. (2007 р.)
- Подяка  благодійного фонду «Український рушник» учасниці вишивання «Рушника Національної Єдності» (2008 р.)
- Диплом обласного центру народної творчості за вагомий вклад у справу збереження, розвитку та популяризації традицій народного мистецтва області та за участь у виставці «Стежинами таланту» (2012 р.)
- Диплом міністерства культури і туризму України учасника заключного етапу фестивалю мистецтв України за високу творчу майстерність (м. Київ 2009 р.)
- Диплом державного управління справами президента України, національного комплексу «Експоцентр України» учаснику етнографічної експозиції «Містечко майстрів» в рамках загальнодержавної виставкової акції «Барвиста Україна» (м. Київ 2009 р.)